# Corozal (Sucre)
Corozal (pronúncia espanhola: [koɾoˈsal]) é um município localizado no departamento de Sucre, na Colômbia.